# H-MEX
H-MEX(Hyundai Medical EXoskeleton)는 하반신 마비 환자의 이동을 지원하는 의료용 웨어러블 로봇이다.

## 상세
2015년 11월, 제3회 2015 창조경제 박람회에서 처음 공개됐다. H-MEX는 외골격처럼 근육의 움직임을 보조하며, 착용자가 위에 올라서기 때문에 체감 무게는 거의 없다. 착용자는 부착된 벨트로 발과 다리, 허리를 고정한 뒤 한 쌍의 클러치로 상반신을 지지하며, 클러치의 버튼을 눌러 앉기, 서기, 걷기, 계단 오르기, 계단 내리기 등 보행 모드를 조정한다.
2020년 1월, 국가대표 박준범 선수가 등장한 영상은 8월 4일 기준 조회수 약 4천 2백만 회를 기록했다.

## 제원
| 구분      | 상세     |
| --------- | -------- |
| 무게      | 18.8kg   |
| 지탱 무게 | 100kg    |
| 작동 시간 | 약 4시간 |

## 개발
- 고안전 알고리즘 적용(좌우균형 제어 적용)
- 초고속 제어기 개발

- 사용자 중심 인터페이스

## 같이 보기
- 키오고
- 엔젤슈트
- 웨어러블 테크놀로지